# Léon Bosramiez
Henri Léon Bosramiez (Bondy, 8 de mayo de 1923- Saint-Étienne, 22 de octubre de 2005) fue un escultor francés.
Nació el 8 de mayo de 1923 en Bondy. Comenzó su carrera artística en la Escuela de Artes Aplicadas, a continuación, entró en la École des Beaux-Arts de París. Alumno de Robert Wlérick y Marcel-Armand Gaumont, ganó el primer premio de escultura en Roma en 1947 mediante la creación de un bajo relieve que representan a Minerva cegando a Iréglès. Profesor de escultura en la Escuela de Bellas Artes de Saint-Étienne, donde murió el 22 de octubre de 2005.